# Hall of Fame Tennis Championships 2005 - Qualificazioni singolare
Le qualificazioni del singolare  dell'Hall of Fame Tennis Championships 2005 sono state un torneo di tennis preliminare per accedere alla fase finale della manifestazione. I vincitori dell'ultimo turno sono entrati di diritto nel tabellone principale. In caso di ritiro di uno o più giocatori aventi diritto a questi sono subentrati i lucky loser, ossia i giocatori che hanno perso nell'ultimo turno ma che avevano una classifica più alta rispetto agli altri partecipanti che avevano comunque perso nel turno finale.
Le qualificazioni del torneo Hall of Fame Tennis Championships 2005 prevedevano 32 partecipanti di cui 4 sono entrati nel tabellone principale.

## Teste di serie
1. Glenn Weiner (secondo turno)
2. Uros Vico (Qualificato)
3. Florin Mergea (Qualificato)
4. Dušan Vemić (Qualificato)

1. Marc Kimmich (secondo turno)
2. Iván Miranda (secondo turno)
3. John-Paul Fruttero (primo turno)
4. Zack Fleishman (ultimo turno)

## Qualificati
1. Brian Wilson
2. Uros Vico

1. Florin Mergea
2. Dušan Vemić

## Tabellone

### Legenda
| - Q = Qualificato - WC = Wild card - LL = Lucky loser | - ALT = Alternate - SE = Special Exempt - PR = Protected Ranking | - w/o = Walkover - r = Ritirato - d = Squalificato |

### Sezione 1
|  | Primo turno    | Primo turno    | Primo turno    | Primo turno | Primo turno |  |  | Secondo turno | Secondo turno | Secondo turno | Secondo turno | Secondo turno |   |   | Ultimo turno | Ultimo turno | Ultimo turno | Ultimo turno | Ultimo turno |  |
|  |                |                |                |             |             |  |  |               |               |               |               |               |   |   |              |              |              |              |              |  |
|  |                |                |                |             |             |  |  |               |               |               |               |               |   |   |              |              |              |              |              |  |
|  |                |                |                |             |             |  |  | 1             | Glenn Weiner  | Glenn Weiner  | 64            | 3             |   |   |              |              |              |              |              |  |
|  | Brian Wilson   | Brian Wilson   | Brian Wilson   | 6           | 6           |  |  |               | Brian Wilson  | Brian Wilson  | 7             | 6             |   |   |              |              |              |              |              |  |
|  | Roger Anderson | Roger Anderson | Roger Anderson | 3           | 4           |  |  |               |               |               |               |               |   |   | Brian Wilson | Brian Wilson | Brian Wilson | 6            | 6            |  |
|  | Brendan Evans  | Brendan Evans  | Brendan Evans  | 6           | 6           |  |  |               |               | Brendan Evans | Brendan Evans | Brendan Evans | 4 | 3 |              |              |              |              |              |  |
|  | Joshua Olivas  | Joshua Olivas  | Joshua Olivas  | 0           | 1           |  |  |               | Brendan Evans | 4             | 7             | 6             |   |   |              |              |              |              |              |  |
|  | 6              | Iván Miranda   | 65             | 6           | 6           |  |  | 6             | Iván Miranda  | 6             | 65            | 4             |   |   |              |              |              |              |              |  |
|  |                | Michael Yani   | 7              | 3           | 2           |  |  |               |               |               |               |               |   |   |              |              |              |              |              |  |

### Sezione 2
|  | Primo turno     | Primo turno     | Primo turno     | Primo turno | Primo turno |  |  | Secondo turno | Secondo turno | Secondo turno | Secondo turno | Secondo turno |   |   | Ultimo turno | Ultimo turno | Ultimo turno | Ultimo turno | Ultimo turno |  |
|  |                 |                 |                 |             |             |  |  |               |               |               |               |               |   |   |              |              |              |              |              |  |
|  | 2               | Uros Vico       | 3               | 6           | 6           |  |  |               |               |               |               |               |   |   |              |              |              |              |              |  |
|  |                 | Jordan Kerr     | 6               | 3           | 4           |  |  | 2             | Uros Vico     | Uros Vico     | 7             | 6             |   |   |              |              |              |              |              |  |
|  | Lester Cook     | Lester Cook     | 4               | 6           | 6           |  |  |               | Lester Cook   | Lester Cook   | 5             | 4             |   |   |              |              |              |              |              |  |
|  | Chris Drake     | Chris Drake     | 6               | 3           | 2           |  |  |               |               |               |               |               |   |   | 2            | Uros Vico    | Uros Vico    | 6            | 7            |  |
|  | Horia Tecău     | Horia Tecău     | Horia Tecău     | 6           | 6           |  |  |               |               |               | Horia Tecău   | Horia Tecău   | 3 | 5 |              |              |              |              |              |  |
|  | Roy Kalmanovich | Roy Kalmanovich | Roy Kalmanovich | 2           | 4           |  |  |               | Horia Tecău   | 6(1)          | 7             | 6             |   |   |              |              |              |              |              |  |
|  | 5               | Marc Kimmich    | Marc Kimmich    | 6           | 7           |  |  | 5             | Marc Kimmich  | 7             | 5             | 0             |   |   |              |              |              |              |              |  |
|  |                 | Jim Thomas      | Jim Thomas      | 3           | 68          |  |  |               |               |               |               |               |   |   |              |              |              |              |              |  |

### Sezione 3
|  | Primo turno         | Primo turno         | Primo turno      | Primo turno | Primo turno |  |  | Secondo turno | Secondo turno       | Secondo turno   | Secondo turno  | Secondo turno  |   |    | Ultimo turno | Ultimo turno  | Ultimo turno  | Ultimo turno | Ultimo turno |  |
|  |                     |                     |                  |             |             |  |  |               |                     |                 |                |                |   |    |              |               |               |              |              |  |
|  | 3                   | Florin Mergea       | Florin Mergea    | 7           | 6           |  |  |               |                     |                 |                |                |   |    |              |               |               |              |              |  |
|  |                     | Trevor Spracklin    | Trevor Spracklin | 5           | 1           |  |  | 3             | Florin Mergea       | Florin Mergea   | 6              | 6              |   |    |              |               |               |              |              |  |
|  | Fritz Wolmarans     | Fritz Wolmarans     | Fritz Wolmarans  | 7           | 6           |  |  |               | Fritz Wolmarans     | Fritz Wolmarans | 4              | 3              |   |    |              |               |               |              |              |  |
|  | Ryan Russell        | Ryan Russell        | Ryan Russell     | 63          | 3           |  |  |               |                     |                 |                |                |   |    | 3            | Florin Mergea | Florin Mergea | 6            | 5            |  |
|  | Mashiska Washington | Mashiska Washington | 3                | 6           | 6           |  |  |               |                     | 8               | Zack Fleishman | Zack Fleishman | 3 | 4r |              |               |               |              |              |  |
|  | Bo Hodge            | Bo Hodge            | 6                | 4           | 3           |  |  |               | Mashiska Washington | 2               | 6              | 2              |   |    |              |               |               |              |              |  |
|  | 8                   | Zack Fleishman      | 65               | 6           | 6           |  |  | 8             | Zack Fleishman      | 6               | 3              | 6              |   |    |              |               |               |              |              |  |
|  |                     | Travis Parrott      | 7                | 3           | 1           |  |  |               |                     |                 |                |                |   |    |              |               |               |              |              |  |

### Sezione 4
|  | Primo turno     | Primo turno        | Primo turno        | Primo turno | Primo turno |  |  | Secondo turno    | Secondo turno    | Secondo turno   | Secondo turno    | Secondo turno    |    |   | Ultimo turno | Ultimo turno | Ultimo turno | Ultimo turno | Ultimo turno |  |
|  |                 |                    |                    |             |             |  |  |                  |                  |                 |                  |                  |    |   |              |              |              |              |              |  |
|  | 4               | Dušan Vemić        | Dušan Vemić        | 6           | 6           |  |  |                  |                  |                 |                  |                  |    |   |              |              |              |              |              |  |
|  |                 | Tigran Martirosyan | Tigran Martirosyan | 3           | 3           |  |  | 4                | Dušan Vemić      | Dušan Vemić     | 6                | 7                |    |   |              |              |              |              |              |  |
|  | Sanjin Sadovich | Sanjin Sadovich    | Sanjin Sadovich    | 7           | 6           |  |  |                  | Sanjin Sadovich  | Sanjin Sadovich | 4                | 68               |    |   |              |              |              |              |              |  |
|  | Jamie Gresh     | Jamie Gresh        | Jamie Gresh        | 5           | 2           |  |  |                  |                  |                 |                  |                  |    |   | 4            | Dušan Vemić  | Dušan Vemić  | 7            | 6            |  |
|  | Ned Samuelson   | Ned Samuelson      | Ned Samuelson      | 6           | 6           |  |  |                  |                  |                 | Phillip Simmonds | Phillip Simmonds | 62 | 2 |              |              |              |              |              |  |
|  | Kiantki Thomas  | Kiantki Thomas     | Kiantki Thomas     | 4           | 4           |  |  | Ned Samuelson    | Ned Samuelson    | 6               | 3                | 2                |    |   |              |              |              |              |              |  |
|  |                 | Phillip Simmonds   | Phillip Simmonds   | 6           | 6           |  |  | Phillip Simmonds | Phillip Simmonds | 0               | 6                | 6                |    |   |              |              |              |              |              |  |
|  | 7               | John-Paul Fruttero | John-Paul Fruttero | 3           | 4           |  |  |                  |                  |                 |                  |                  |    |   |              |              |              |              |              |  |